# Sabal etonia
Sabal etonia es una especie de palmera originaria de Florida y el sudeste de Georgia.

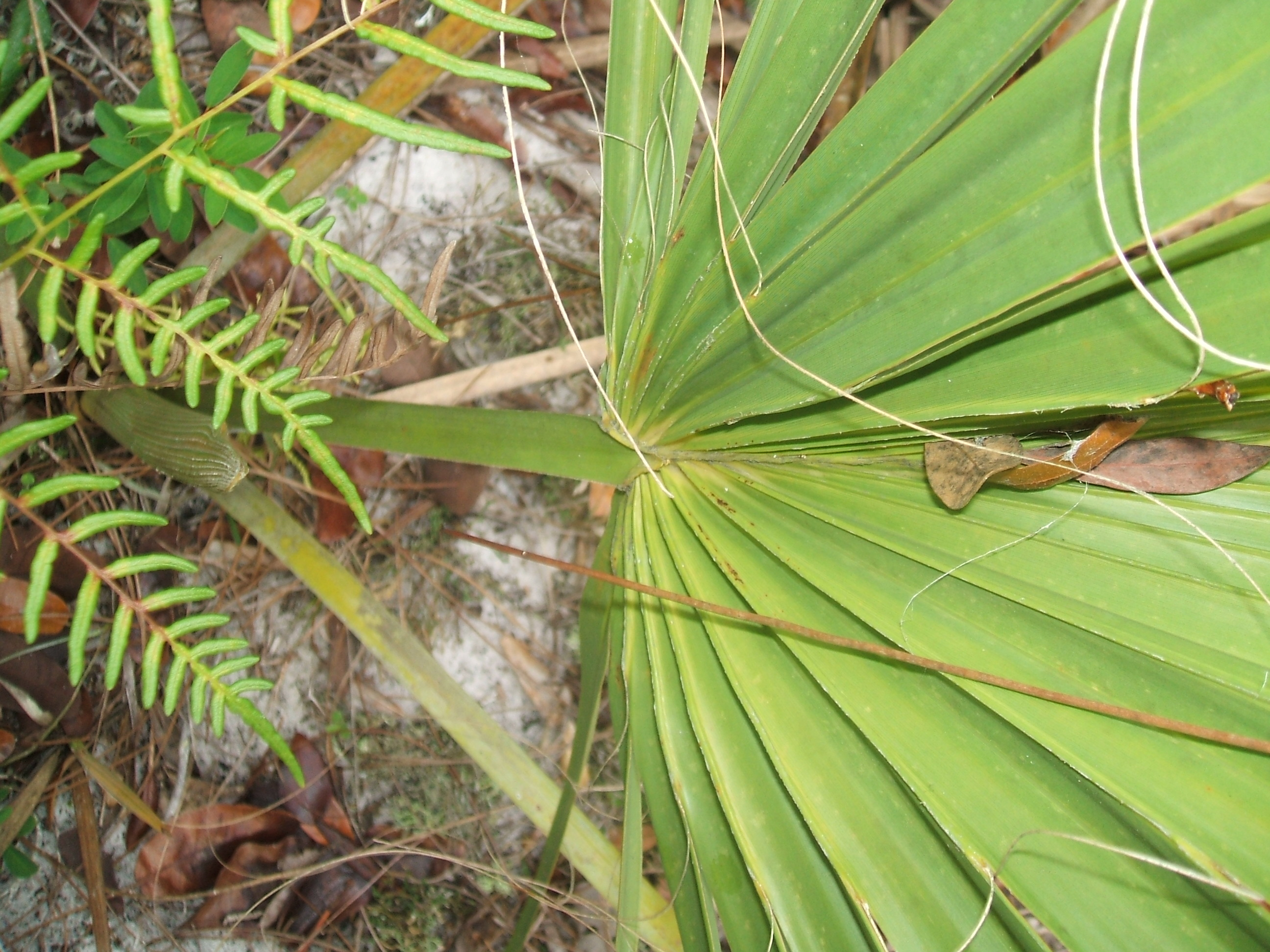
Detatalle de la hoja de Sabal etonia

## Descripción
Sabal etonia es una palmera con un tronco solitario, por lo general subterráneo, pero a veces por encima del suelo y que alcanza una altura de hasta 2 metros. Las plantas suelen tener 4-7 hojas, cada una con 25-50 foliolos. Las inflorescencias ramificadas, son de aspecto arbustivo, y más cortas que las hojas y el fruto de color marrón-negro. Los frutos miden 0.9-1.5 centímetros y 0.8-1.3 centímetros de diámetro.

## Taxonomía
Sabal etonia fue descrita por Swingle ex Nash y publicado en Bulletin of the Torrey Botanical Club 23(3): 99–100. 1896.
Etimología
Sabal: nombre genérico de origen desconocido, quizás basado en un nombre vernáculo.
etonia: epíteto
Sinonimia
- Sabal adansonii var. megacarpa Chapm.
- Sabal megacarpa (Chapm.) Small[4][5]